# وسلی بلیک
وسلی بلیک (انگلیسی: Wesley Blake؛ زادهٔ ۴ سپتامبر ۱۹۸۷) کشتی‌گیر، و کشتی‌گیر کشتی حرفه‌ای اهل ایالات متحده آمریکا است.